# Gaudiosus von Neapel
Septimus Coelius Gaudiosus, genannt Gaudiosus der Afrikaner und Gaudiosus von Neapel (* um 360 in Nordafrika; † um 455 in Kampanien), war ein nordafrikanischer Bischof und Märtyrer berberischer Herkunft.

## Leben
Von Gaudiosus’ Leben vor dem Jahr 439 ist nichts bekannt. Zur Zeit der Eroberung Karthagos durch die Vandalen am 19. Oktober 439 war er Bischof des in der Nähe gelegenen Abitina. Der Vandalenkönig Geiserich nahm ihn gefangen, schlug ihm aber vor, Bischof von Abitina zu bleiben unter der Voraussetzung, dass er zum Arianismus übertrete. Gaudiosus wies dies zurück und wurde daraufhin gemeinsam mit Bischof Quodvultdeus von Karthago und dem lokalen Klerus in einem brüchigen Schiff ohne Segel und Ruder auf dem Mittelmeer ausgesetzt. Dennoch erreichte das Schiff die Italienische Halbinsel in der Nähe von Neapel.
Gaudiosus ließ sich auf einem Hügel bei Capodimonte außerhalb der Stadt nieder, wo er mit seinen Begleitern ein Kloster gründete, das er der Augustinusregel unterstellte, die bis dahin in Italien unbekannt war. Die Tradition weist ihm die Translation der Reliquien der heiligen Restituta zu, zu denen später die Basilica di Santa Restituta gebaut wurde, deren Nachfolgebau heute eine Kapelle in der Kathedrale von Neapel ist.
Gaudiosus starb um 455. Er wurde im 6. Jahrhundert in den Catacombe di San Gaudioso bestattet, die Teil der Catacombe di San Gennaro sind. In der Kirche Santa Maria della Sanità in der Altstadt von Neapel befindet sich der Eingang zu diesen Katakomben. Seine Verehrung als Märtyrer geht auf die Legende zurück, dass er aufgrund seiner Vertreibung aus Nordafrika „an gebrochenem Herzen“ starb.
Sein Gedenktag ist der 27. Oktober.